# Carter Ridge
Carter Ridge är en bergstopp i Antarktis. Den ligger i Östantarktis. Nya Zeeland gör anspråk på området. Toppen på Carter Ridge är 1 663 meter över havet.
Terrängen runt Carter Ridge är kuperad västerut, men österut är den bergig. Trakten är obefolkad. Det finns inga samhällen i närheten.